# Galium penduliflorum
Galium penduliflorum är en måreväxtart som beskrevs av Pierre Edmond Boissier. Galium penduliflorum ingår i släktet måror, och familjen måreväxter. Inga underarter finns listade i Catalogue of Life.